# G.I.T. (álbum)
G.I.T. es el nombre del primer álbum del grupo argentino G.I.T. grabado en junio de 1984 en Ibiza (España). Al mes de su producción recibió el disco de oro. Para este disco contaron con la producción de Charly García. GIT alternó las presentaciones de este disco con las del músico. Los temas "La calle es su lugar (Ana)", "Viento loco" y "Acaba de nacer" los llevaron al reconocimiento del público.

## Canciones
| G.I.T. |                                 |                                                              |          |  |
| N.º    | Título                          | Escritor(es)                                                 | Duración |  |
| 1.     | «Viento loco»                   | Osvaldo Marzullo · Charly García · Alfredo Toth              | 3:11     |  |
| 2.     | «Aventura nocturna»             | Osvaldo Marzullo · Pablo Guyot · Willy Iturri · Alfredo Toth | 3:50     |  |
| 3.     | «El juego comienza»             | Osvaldo Marzullo · Pablo Guyot · Willy Iturri · Alfredo Toth | 3:55     |  |
| 4.     | «Dos días después»              | Pablo Guyot · Willy Iturri · Alfredo Toth                    | 4:15     |  |
| 5.     | «No lograrán distraerme»        | Osvaldo Marzullo · Willy Iturri · Alfredo Toth               | 2:25     |  |
| 6.     | «La calle es su lugar»          | Pablo Guyot                                                  | 4:30     |  |
| 7.     | «Todo el mundo va bailando así» | Fito Páez · Willy Iturri · Alfredo Toth                      | 3:08     |  |
| 8.     | «Acaba de nacer»                | Pedro Muñoz · Alfredo Toth                                   | 4:18     |  |
| 9.     | «Roca de Ibiza»                 | Charly García · Alfredo Toth                                 | 4:05     |  |
| 33:31  |                                 |                                                              |          |  |

## Créditos
- Alfredo Toth - voz principal y coros, bajo
- Pablo Guyot - guitarra eléctrica y coros
- Willy Iturri - batería, caja de ritmos y coros

Músico invitado
- Daniel Melingo - saxofón en "Roca de Ibiza"